# Didjoni
Didjoni är en ort i Komorerna.   Den ligger i distriktet Grande Comore, i den västra delen av landet, 30 km sydost om huvudstaden Moroni. Didjoni ligger 384 meter över havet och antalet invånare är 490. Den ligger på ön Grande Comore.
Terrängen runt Didjoni är kuperad västerut, men åt sydost är den platt. Havet är nära Didjoni österut.  Närmaste större samhälle är Foumbouni, 2,2 km norr om Didjoni. 